# Смит, Марта
Ма́рта Энн Смит (англ. Martha Anne Smith; 16 октября 1953, Кливленд, Огайо, США) — американская актриса

, фотомодель, кинопродюсер и агент по недвижимости.

## Биография
Марта Энн Смит родилась 16 октября 1953 года в Кливленде (штат Огайо, США), а выросла в Мичигане. Смит окончила Университет штата Мичиган. Там она свободно овладела тремя языками: английским, французским и итальянским.
В июле 1973 года Смит была выбрана Playmate месяца журнала Playboy. Её фото были сделаны Помпео Посаром. В 1976 году она начала сниматься в кино и в настоящее время сыграла более чем в 35-ти фильмах и телесериалах.
В 1977—1986 годы Марта была замужем за актёром озвучивания Ноэлем Бланком. С 7 мая 2000 года Смит замужем во второй раз за джаз-музыкантом Китом Инглендом.

## Фильмография
| Год       |   | Русское название        | Оригинальное название      | Роль                        |
| --------- | - | ----------------------- | -------------------------- | --------------------------- |
| 1976      | с | Ангелы Чарли            | Charlie's Angels           | Шелли                       |
| 1978      | ф | Зверинец                | Animal House               | Бабс Дженсен                |
| 1981      | с | Счастливые дни          | Happy Days                 | Кэти — ассистентка дантиста |
| 1981      | с | Придурки из Хаззарда    | The Dukes of Hazzard       | Мирна Рови                  |
| 1981      | с | Такси                   | Taxi                       | Мэри Снайдер                |
| 1982      | с | Дни нашей жизни         | Days of Our Lives          | Доктор Сэнди Хортон № 3     |
| 1982      | с | Даллас                  | Dallas                     | Кэрол Дрисколл              |
| 1986      | с | Отель                   | Hotel                      | Барбара Барнс               |
| 1987      | ф | Телевизионные новости   | Broadcast News             | саундвумен Ааарона          |
| 1990      | с | Кошмары Фредди          | Freddy's Nightmares        | Доктор Кэтрин Ростинская    |
| 2001      | с | Молодые и дерзкие       | The Young and the Restless | планировщица свадеб Урсула  |
| 2009—2011 | с | Университет             | Greek                      | Мэри Бет                    |
| 2010      | с | Фишки. Деньги. Адвокаты | The Defenders              | Анита                       |